# 大創産業

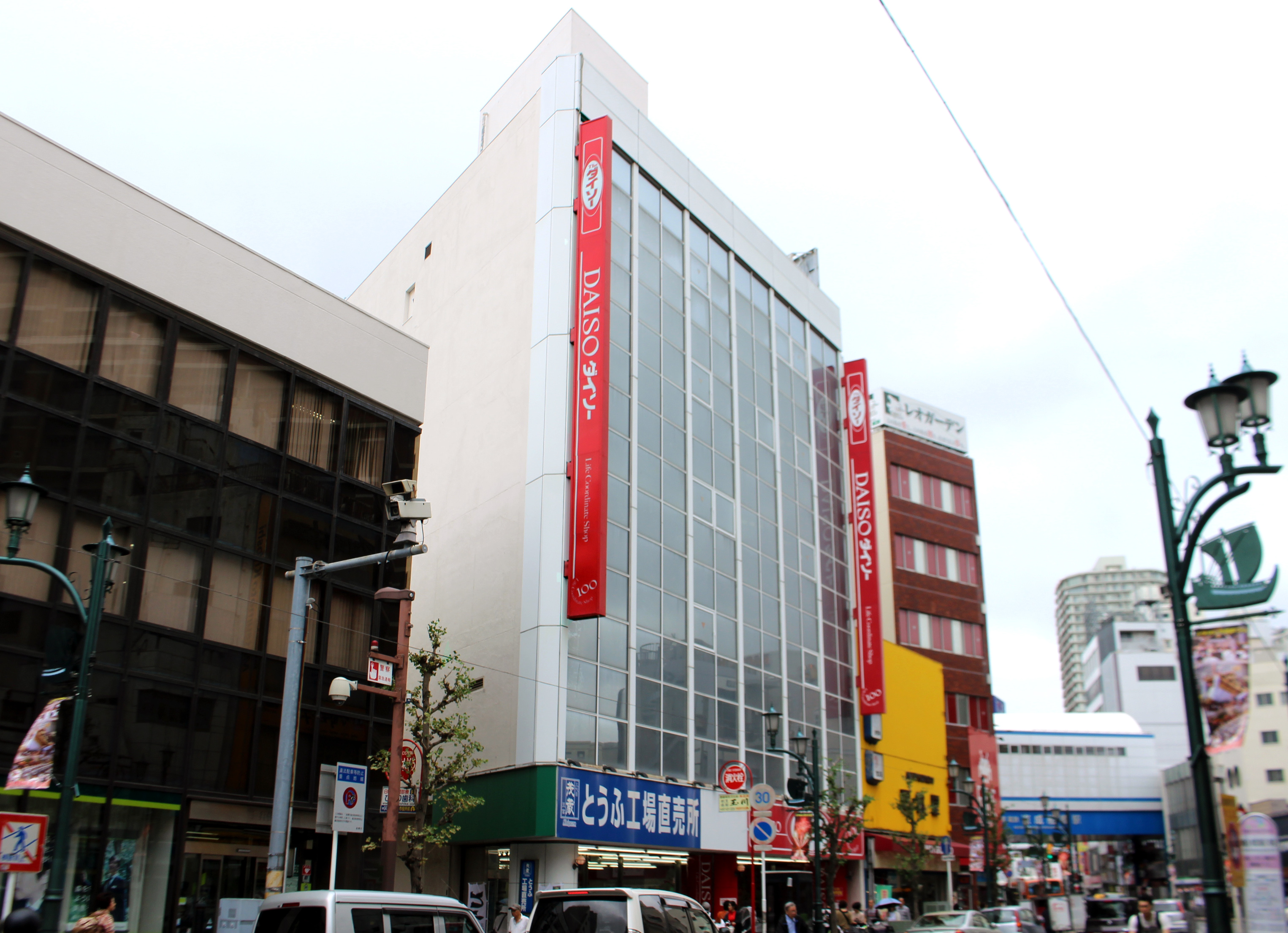
ギガ船橋店※ダイソー世界最大店（千葉県船橋市）

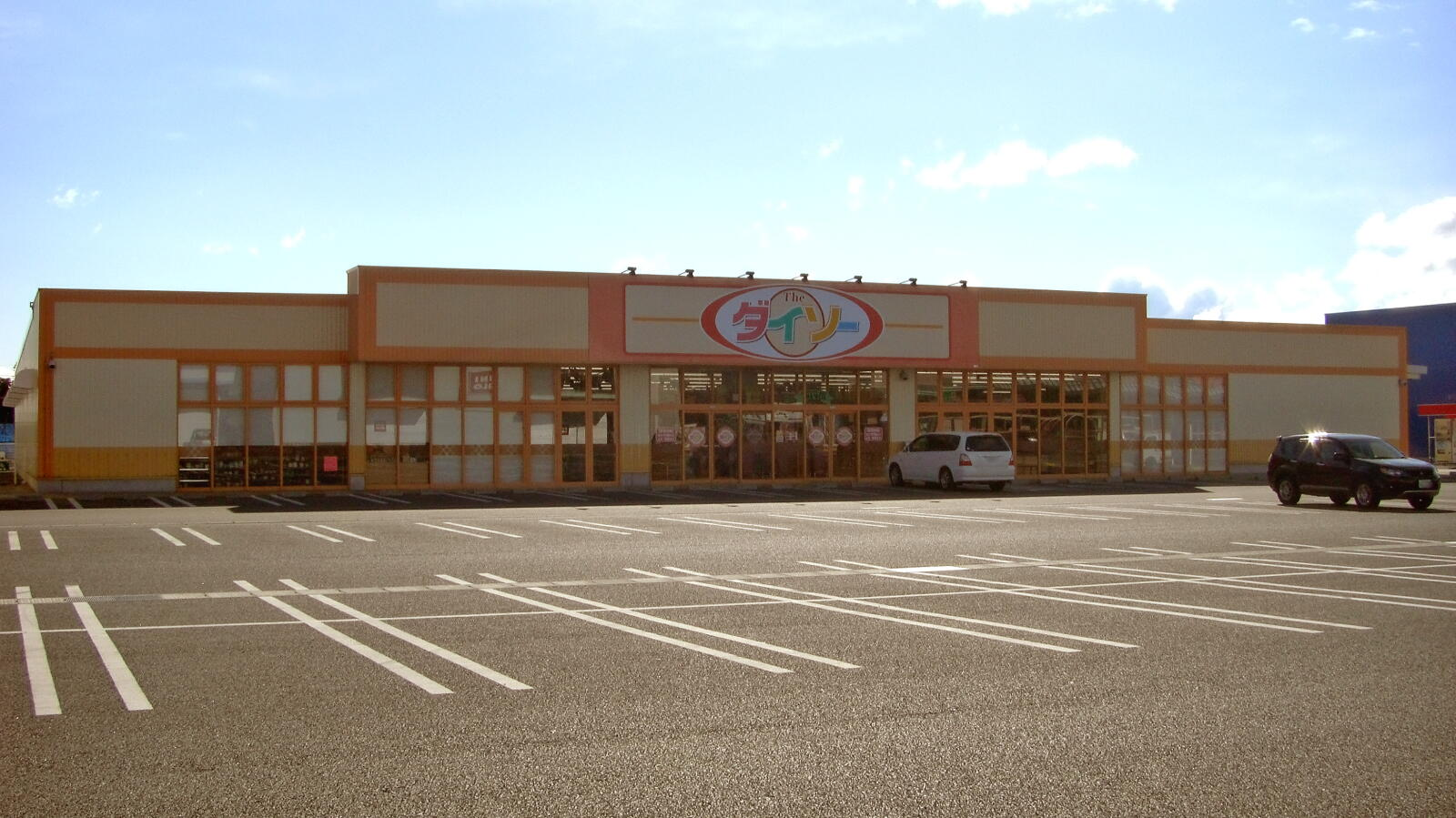
フレスコキクチ原町SC店 2021年現在はサンプラザセレクト原町店（福島県南相馬市）

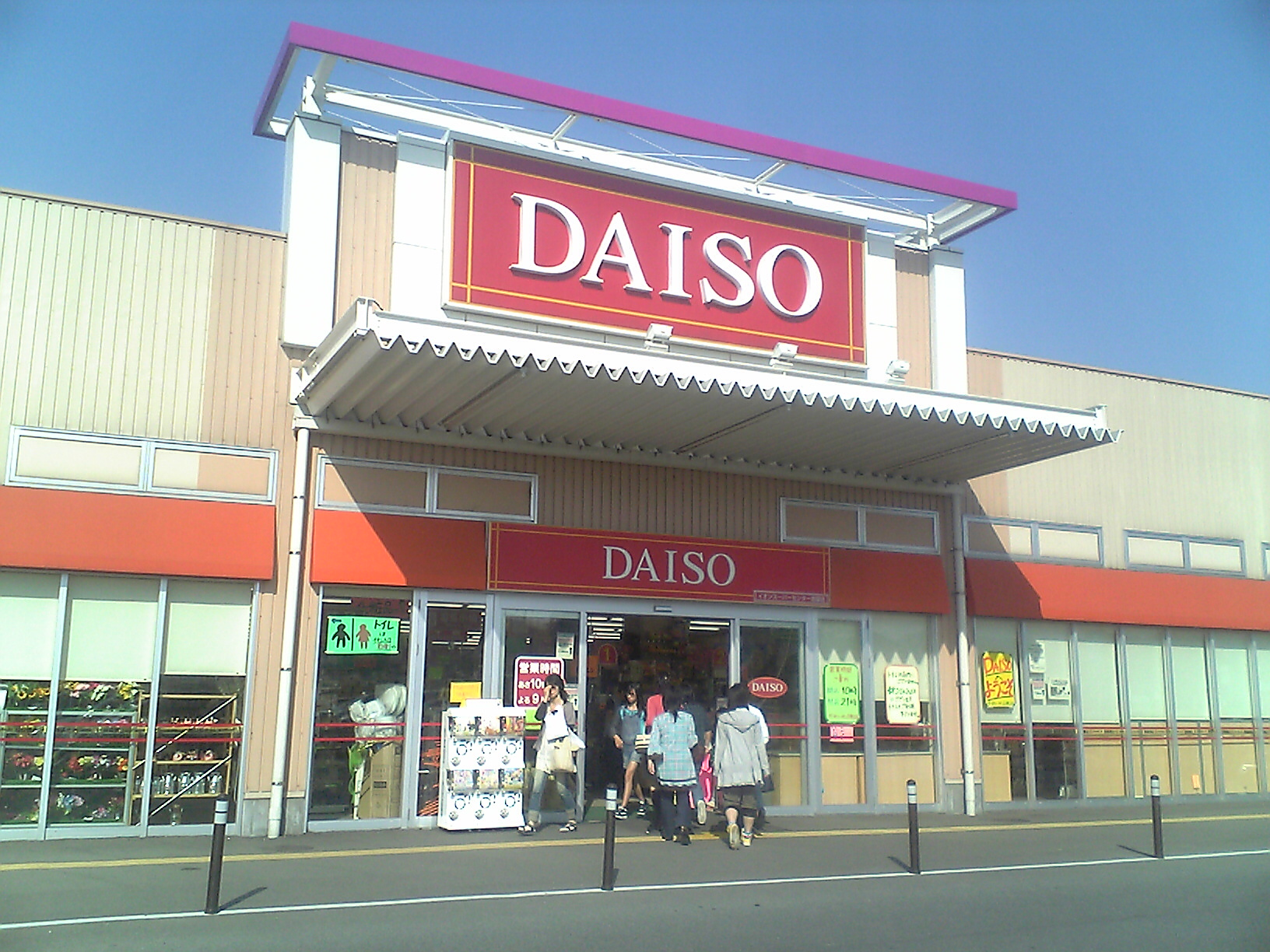
イオン志摩SC店（福岡県糸島市）

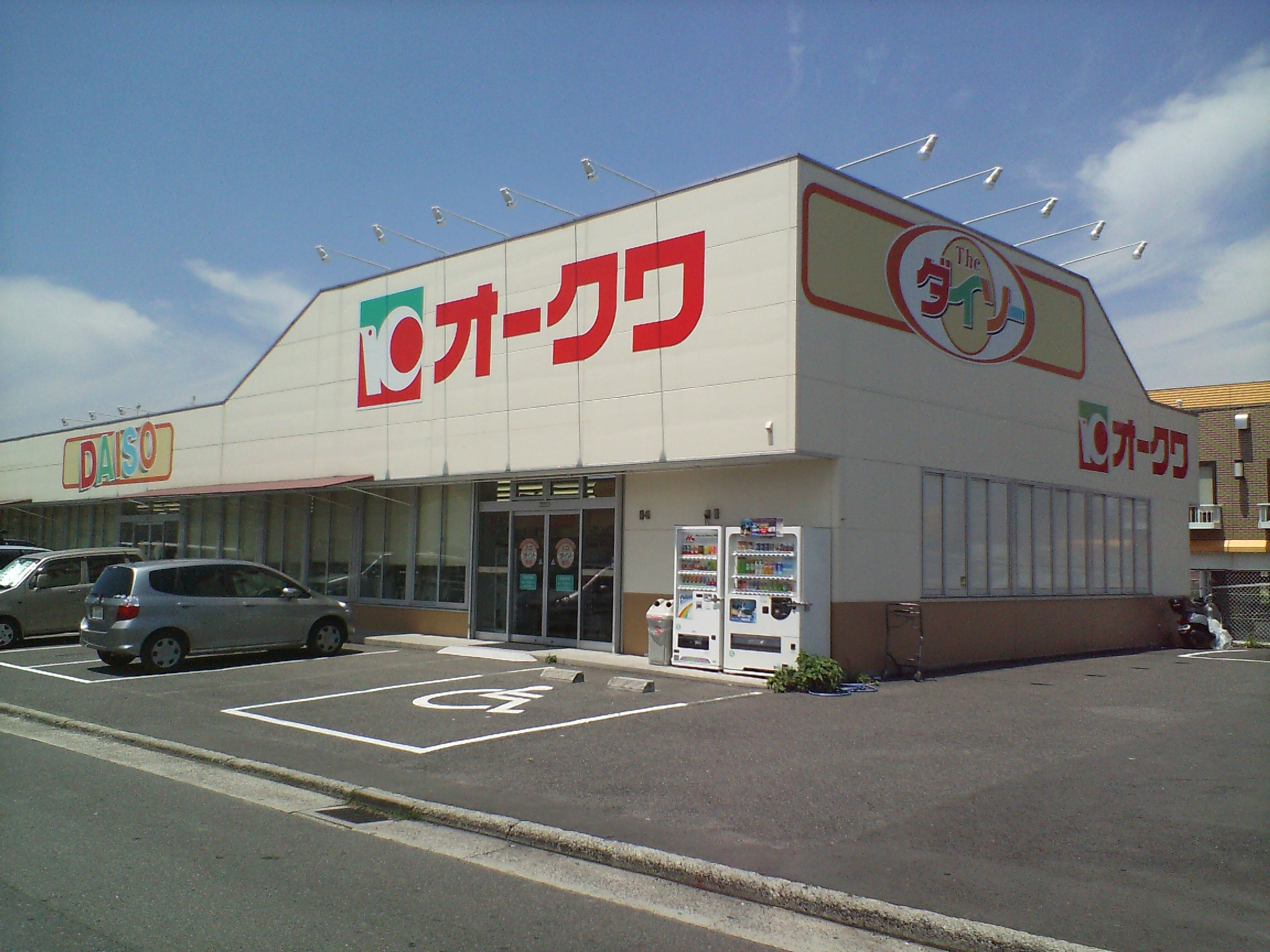
オークワ和泉小田店（大阪府和泉市）

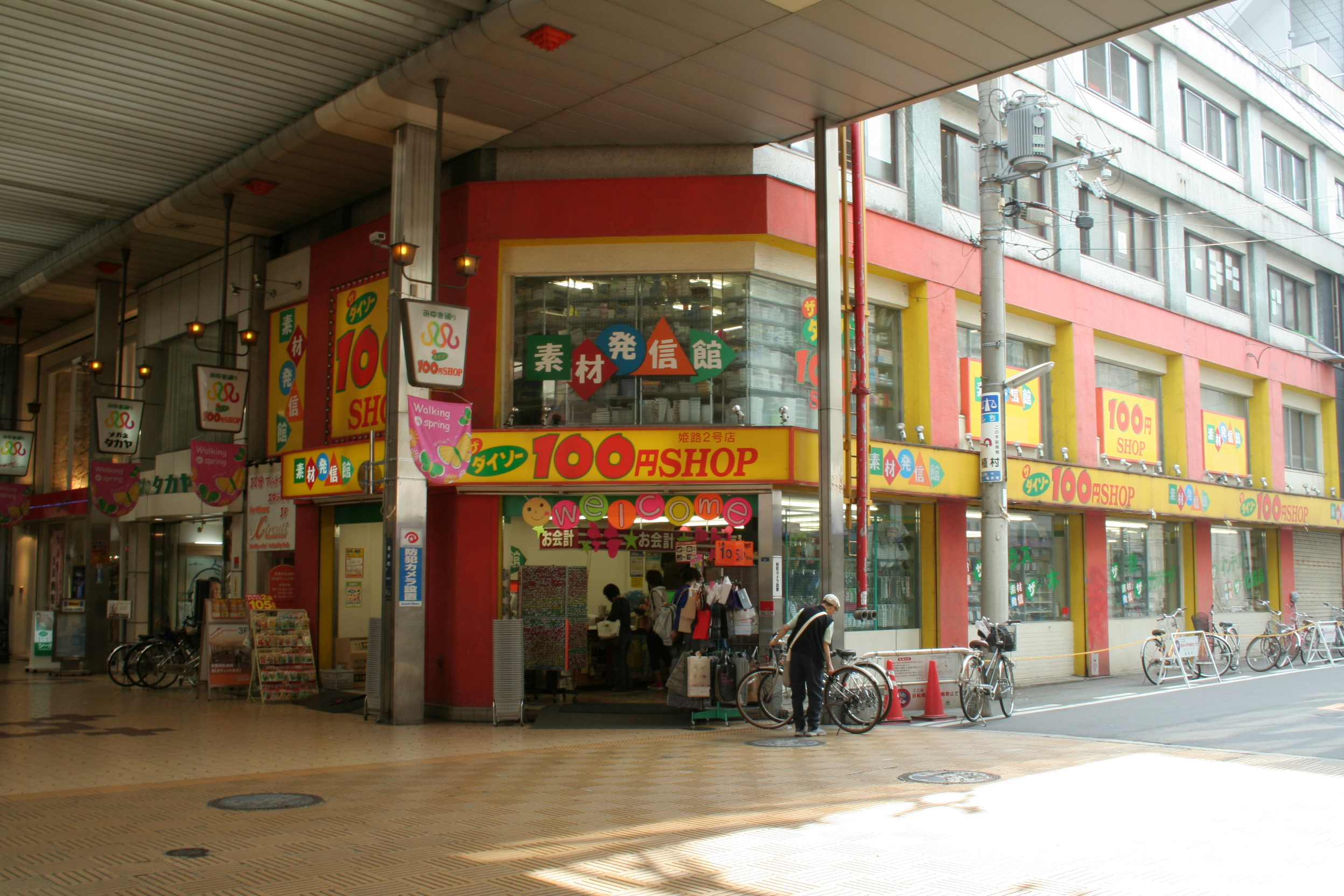
姫路みゆき通り店（兵庫県姫路市）

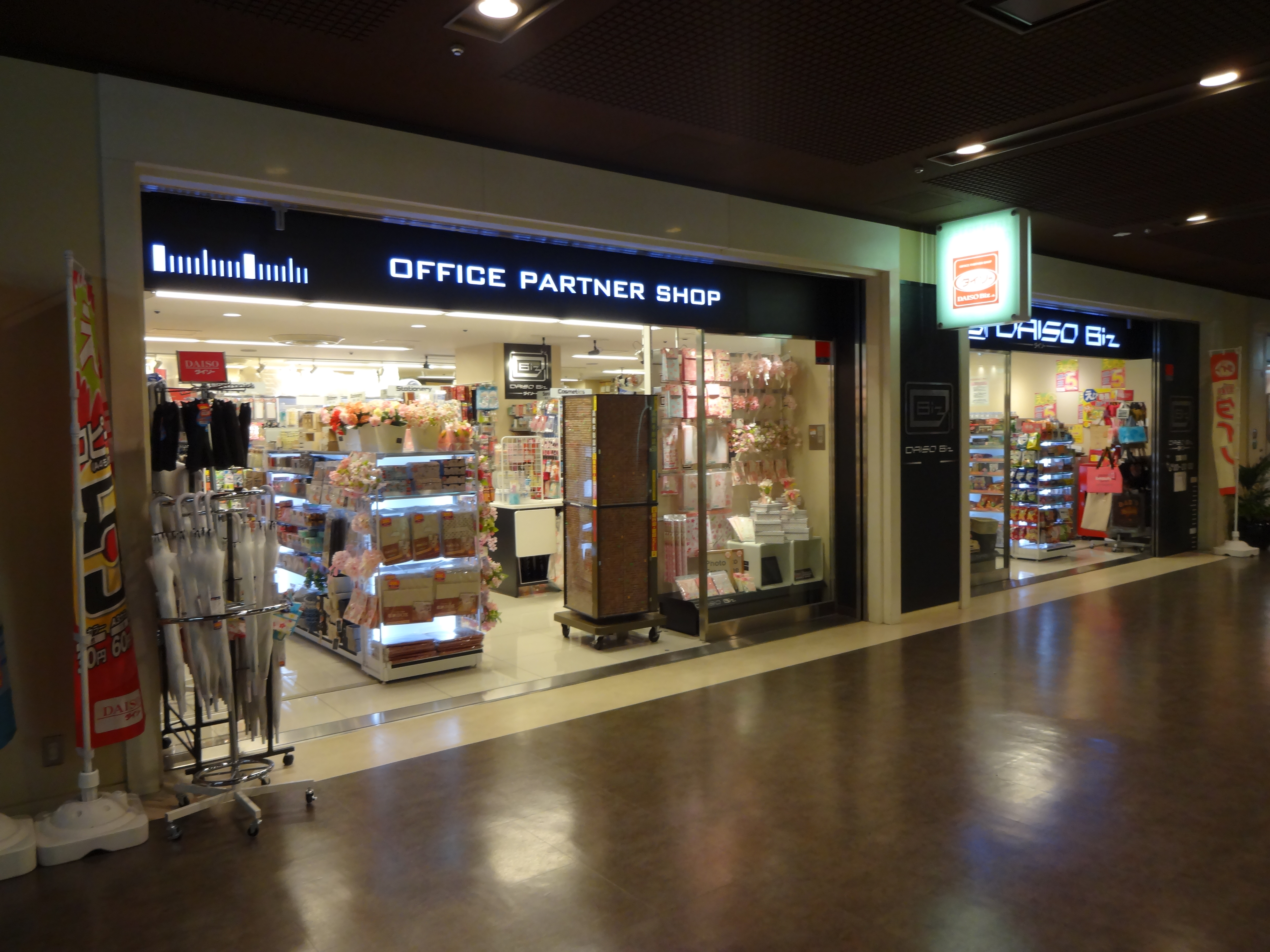
オフィスビルに入居するダイソー・ビズ

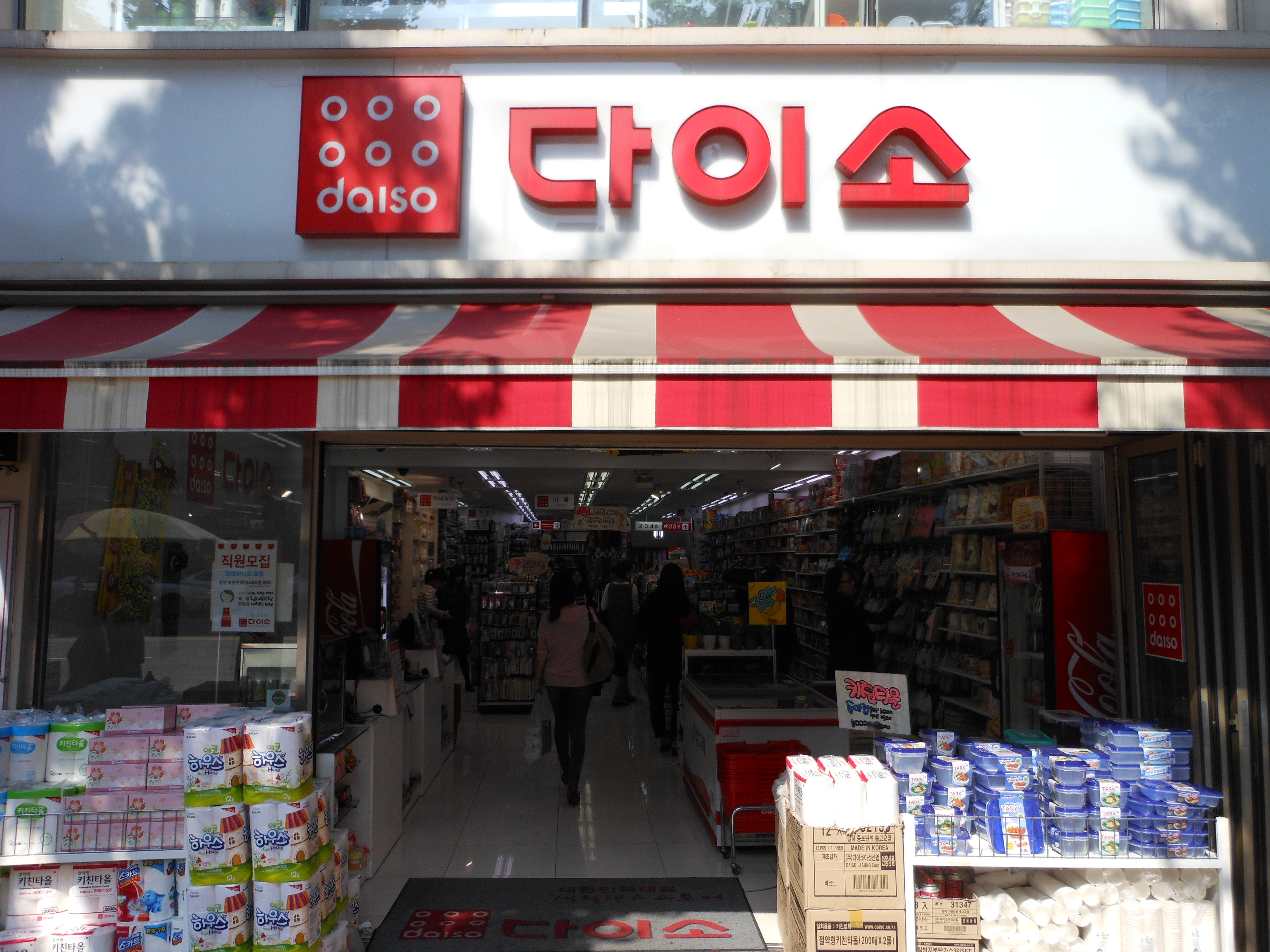
南大門路1号店（韓国ソウル）

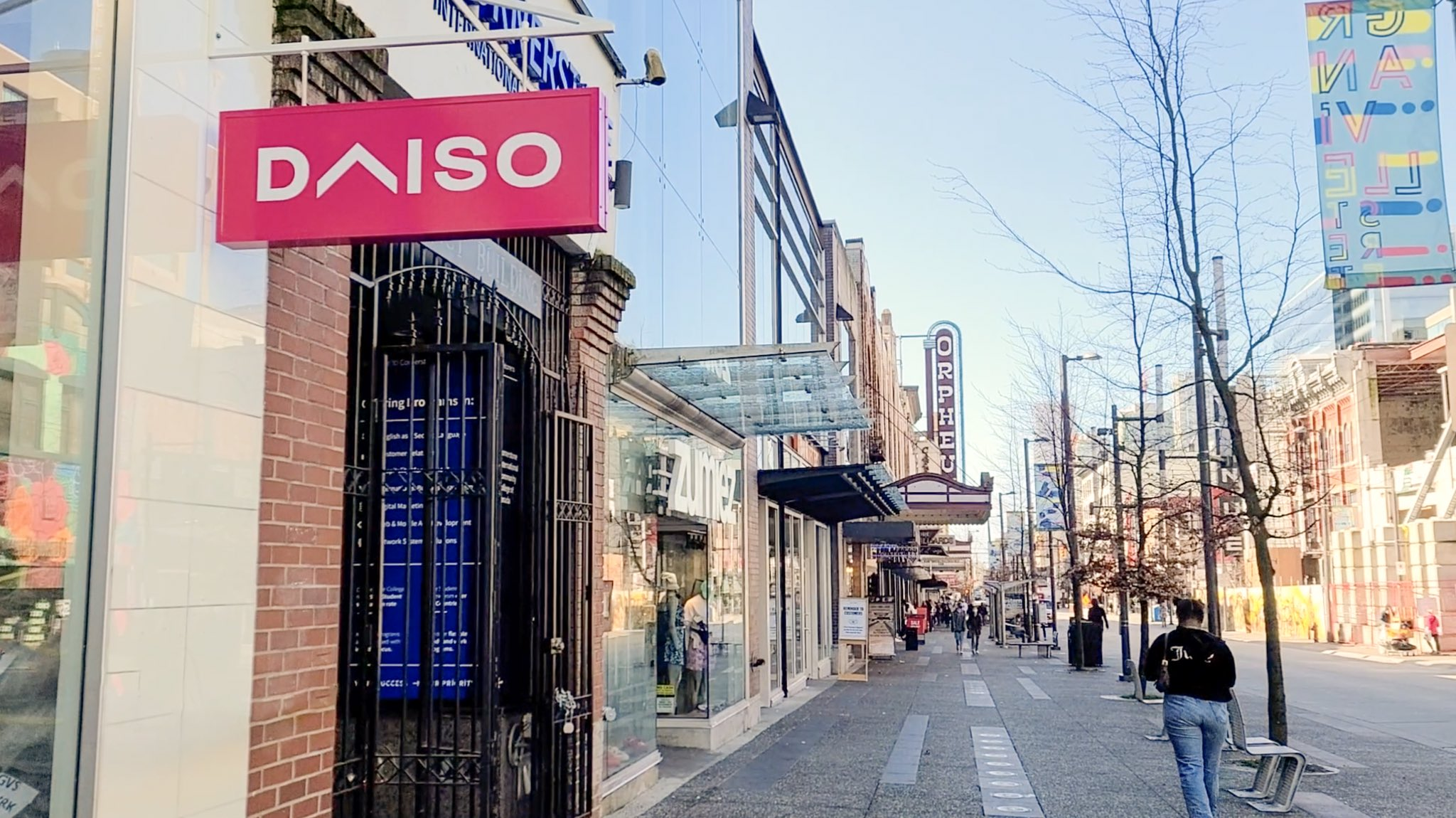
ダイソーストア（カナダ）

大創産業（だいそうさんぎょう）は、広島県東広島市に本社を置く、100円ショップのダイソー (DAISO) などを運営する日本の企業。日本国内に約4,360店舗、世界26の国家・地域に約990店舗を展開する、業界の最大手である。2025年1月現在のキャッチコピーは「だんぜん！ダイソー」。

## 概要

### 創業
当初はスーパーマーケットの駐車場を利用した移動販売の露店方式で100円ショップとして営業した。創業当初1980年頃の100円ショップは、問屋から1品約70円以下で商品を一括で仕入れて販売しており、商品の質にも限界があった。当時、主婦客がつぶやいた「安物買いの銭失い」の言葉を耳にした創業者の矢野博丈は、98円で仕入れた商品や100円を超える商品を100円で販売することもあるなど、売価100円の範囲で可能な限り質にこだわった。「矢野の100円ショップは商品がいい」と評判を呼び、全国から取り引きを求められ、スーパーのオーナーからテナントで出店を誘われたことが現在のスタイルの基礎となる。
1991年3月に初めての直営100円ショップを香川県高松市丸亀町商店街内に開店した。創業初期は商店街などへ出店が多かった。テナント出店を始めると、顧客はいつでも都合の良い時に来店して買い物が可能で、商品に問題があった場合は手軽に苦情を伝えられ、移動販売に比べて格段の信頼を得ることにつながった。
社名は「会社の規模はまだまだ小さいけど、名前だけは大きなものにしよう」と「大きく創る」から「大創」とした。

### 店舗の拡大と高額商品の登場
バブル崩壊と平成不況の失われた10年を迎えると、消費者の購買意欲は相対的に低下し、多様なな商品を安価で販売する100円ショップは、当時の消費者のニーズに応えることとなった。
日常生活に関わる雑貨品を中心に、多彩なジャンルの商品を陳列し、「100円ショップ＝多数のジャンルの商品がある」のイメージを次第に確立した。価格に加えて、一度の来店で多様なジャンルの雑貨を一気に購入可能な利便性が、来上げ、積極的な出店も奏功し、ダイソーは全国規模の小売店に成長した。売り場面積・1,000 - 2,000坪クラスの超大型店舗も出現し、アジア各国やアメリカを中心とした日本国外への出店も実現した。
平成不況時代の末期頃に100円を超える「高額商品」を発売し、豊富な品揃えを機軸に高額商品を自然な形で定着させた。当初は従来の100円商品をベースに、多少の付加価値を加えて「150円」や「200円」といった価格の商品が多かったが、商品の製造技術の向上や品目の拡大などにより、「500円」や「1000円」といったさらに高額の商品も年々増加している。

## 沿革
- 1972年（昭和47年） - 矢野博丈が家庭用品の販売を目的として矢野商店を創業[1]。
- 1977年（昭和52年） - 株式会社大創産業として法人化[1]。
- 1987年（昭和62年） - 「100円SHOPダイソー」の展開に着手[1]。
- 1997年 - 通産大臣賞「貿易貢献企業賞」を受賞[1]。
- 2001年 - 台湾に出店[1]。以後、世界各国に出店。
- 2015年10月27日 - オレンジを展開する競合他社の中部商会の全株式を取得し、完全子会社化[6]。
- 2019年3月5日 - CI及びロゴマークを刷新。
- 2019年4月1日 - ダイソー女子駅伝部を創部[7]。
- 2023年12月 - 韓国で「ダイソー（다이소）」を運営する亜成（アソン）HMPが、協業先の大創産業から合弁会社「亜成大創」の株式すべてを5500億ウォン（約550億円）で買い取り、合弁を解消[8][9][10]。

## 歴代社長
- 矢野博丈 (1977 - 2018)
- 矢野靖二 (2018 - ) - 1971年4月広島県出身で博丈の次男。1995年に吉備国際大学社会学部を卒業してイズミ入社。2015年大創産業入社、2016年副社長、2018年3月から現職。[11]

## 商品
最も品数が多い100円の商品は値札が付けられておらず、それよりも高額の商品はパッケージに価格が表示されているか値札が取り付けられている。100円を超える高額商品は、有人レジでの会計時に高額商品であることを確認された。後年に導入されたセルフレジは、価格が表示されるのみで確認されない。高額商品のラベルやタグは、2016年2月頃までは赤地に黄色もしくは白色の文字、後に白地に赤色の文字、2025年1月現在は白地にピンク色の文字で統一されている。店舗によっては見切り品の値引き販売が行われる場合があるが、対象の商品に付けられる値札は店舗ごとに異なる。
独自プライベートブランドとして販売されている商品はOEMで、自社のロゴやブランド（かつての「ザ○○」など）、独自に定めた商品番号、大創産業の社名のみを明記して販売している。競合他社の店舗でメーカー名やメーカー側の商品名を出して販売されている商品もあり、その場合は商品名が違うだけで全く同じ品物となる。
日本コカ・コーラの飲料品は、全ての店舗でウエスト社→ボトラーズジャパン社の製品を扱っている。日本コカ・コーラは地域により製造メーカーを分担しているが、ボトラーズジャパン社の管轄外のエリアにある店舗でもボトラーズジャパン社が製造した商品を購入できる。
2013年からは新たなプライベートブランドとして「ダイソーセレクト」を立ち上げ、食品を中心に各メーカーと提携した商品を販売している。対象の商品には専用のロゴが付いている。ナショナルブランドの商品の場合、通常の同一商品とは仕様が異なり、個数や内容量が変更されている。
ダイソー以外の企業にも自社商品を供給しており、一例として、コンビニエンスストアのセブン-イレブンでは2020年から一部の店舗にてダイソー商品の取り扱い及び販売を行っている。

### 出版物
子会社の株式会社大創出版あるいは創美出版株式会社は、パズルなど独自書籍を発行して販売している。2015年現在、累計発行部数は2億冊を超える。かつてコミック誌なども発行した。
- クロスワードマガジン Vol.1 - 16
- パズルランド Vol.1 - 14
- パズルワールド Vol.1 - 26
- クロスワードチャレンジ Vol.1 - 15
- 漢字&ナンプレチャレンジ Vol.1 - 5
- 懸賞パズルマガジン Vol.1 - 22
- 懸賞クロスワードマガジン Vol.1 - 22
- 懸賞パズルミラクル Vol.1のみ
- 懸賞クロスワードミラクル Vol.1 - 現在
- 懸賞ナンプレマガジン Vol.1 - 現在
- 懸賞ナンプレマガジンDX Vol.1 - 2
- 懸賞まちがいさがしマガジン Vol.1 - 現在
- 懸賞てんつなぎマガジン Vol.1のみ
- ダイソーコミックシリーズ（絶版）
- ダイソーミステリーシリーズ（絶版）
- ダイソーミニ辞典シリーズ
- ダイソー小説シリーズ（絶版）

## 店舗ブランド

### 100円ショップ
- ダイソー (DAISO) - 創業当初から営業する形態。かつて「ザ・ダイソー」と称したが、2019年3月以降順次「ダイソー」に変更し[15][16]、表記も「ダイソー」から「DAISO」へ順次刷新している。直営ではない販売代理店形態の店舗では「ザ・ダイソー」のまま屋号が変更されていない店舗も多くある。店舗のロゴは何度か変更されているが、屋号と同様に店舗内外の看板のロゴが更新されていない場合もある。東京都心部のオフィスビルでは、「ダイソービズ」の名称で小型店を出店している。ビジネス客向けの品揃えが特徴。出店場所は富国生命ビルなど。
- オレンジ - 株式会社中部商会が運営したが、2015年10月に大創産業が買収した。買収時点で54店舗が存在したが[6]、「ダイソー」へ転換や閉店が進み[17]、2023年3月5日時点で泉たてば店（横浜市泉区）が唯一現存する[18]。

### 300円ショップ
- Standard Products（スタンダードプロダクツ） - 2021年3月26日、渋谷マークシティ1階に1号店をオープンしたのを皮切りに、2024年9月時点で北海道・東北（山形県は未出店）、関東、北陸・中部（福井県は未出店）、近畿、中国（鳥取県は未出店）、四国、九州・沖縄（佐賀県は未出店）に139店舗を展開している。
- THREEPPY（スリーピー）[19] - 若い女性にターゲットを絞った商品展開が特徴。専用のウェブサイトやInstagram公式アカウントを開設して宣伝している[20]。2024年9月時点で全国に508店舗を展開している。
- CouCou（クゥクゥ）[21]（一部500円の商品もある） - 元来はビルジャンが運営したが、2020年5月1日に大創産業が事業を譲受した[22][23]。Instagramの公式アカウントは「THREEPPY」へ統合した。2024年9月時点で東京都、神奈川県、愛知県、広島県、福岡県に6店舗を展開。

### 過去のブランド
- PlusHeart（プラスハート） - 「THREEPPY」の商品も取り扱っていた。2023年11月時点では岩手県・埼玉県・愛知県に3店舗を展開した。
- Natural Coordinate（ナチュラルコーディネート） - 2021年4月に1号店として大阪府（ヨドバシ梅田・LINKS UMEDA内）に開店し、2023年1月9日に閉店した。

## 店舗
店舗詳細は公式サイト「店舗情報」を参照。
47都道府県全てに店舗が存在する。店舗は商店街などでの路面店からショッピングセンターなどの商業施設内、ロードサイド店舗まで多様である。直営店のほかに販売代理店としてダイソーの商品を取り扱う店舗も存在する。
「DAISO」ブランドで営業する店舗が多数を占めるが、300円ショップの「THREEPPY」や「Standard Products」を開業以降、既存のDAISO店内に「THREEPPY」や「Standard Products」の売り場を設けて両ブランドの商品を取り扱う店舗もある。「DAISO」「Standard Products」「THREEPY」の3業態、または「Standard Products」「THREEPY」の2業態など複合型の店舗も東京都、大阪府、兵庫県、愛知県、福岡県などで営業する。複合店は会計を全ブランド一括で取り扱う。
創業当初は各店舗に「No.○○」が付され、小倉魚町店 (No.16) など、長年番号を付した当時の外装で営業していた店舗もある。

### 面積1,000坪以上の店舗
2,000坪以上の店舗は店名に「ギガ」を冠する（2019年現在、ギガ船橋店のみ）。
| 地域名         | 店舗名（面積） |
| -------------- | --- |
| 北海道         | - 該当なし（最も売り場面積の大きい店舗は函館山の手店の900坪） |
| 東北地方       | - イオンモールつがる柏店（青森県つがる市、1,061坪） |
| 関東地方       | - ギガ船橋店（千葉県船橋市、2,000坪、現在最大の店舗） - フレスポ八潮店（埼玉県八潮市、1,209坪） - マルエツ稲毛店（千葉県千葉市、1,000坪） - アルカキット錦糸町店（東京都墨田区、1,000坪） - オーケー藤沢店（神奈川県藤沢市、1,000坪） |
| 中部地方       | - パワードーム半田店（愛知県半田市、1,000坪） |
| 近畿地方       | - つかしん店（兵庫県尼崎市、1,156坪） - イズミヤ泉佐野店（大阪府泉佐野市、1,000坪） |
| 中国地方       | - 該当なし（最も売り場面積の大きい店舗は松江上乃木店の756坪） |
| 四国地方       | - 該当なし（最も売り場面積の大きい店舗は島田屋土佐店の800坪） |
| 九州・沖縄地方 | - 大牟田北店（福岡県大牟田市、1,250坪） |

### BGM
独自制作楽曲『Happy Price Paradise（ハッピープライスパラダイス）』が店舗内BGMとして2020年から使用されている。
2024年11月からJOYSOUNDを通じて通信カラオケで配信され、ミュージック・ビデオはwqwqと入山アキ子、大川優羽、河野万里奈の7人が出演している。

### POSシステム
POSシステムの導入は長らく消極的だった。導入当初は主に東芝テック製のスタンドアローン型キャッシュレジスターを使用し、後にNECプラットフォームズ（旧・NECインフロンティア）製のものが使用されている。
2020年代以降はセルフレジ化が進んでおり、寺岡精工製のフルセルフレジが順次導入されている。
店舗によっては入居している商業施設で導入しているレジシステムをそのまま使用しているところもあるほか、フレッセイやひらせいホームセンター内などの店舗では現在も東芝テック製のスタンドアローン型の筐体が使用されている場合もある。

### 支払い方法
有人レジだったが、2021年2月から導入されたフルセルフレジの店舗では、電子マネー、QR・バーコード決済、クレジットカードといった現金以外の決済に対応している。旧来の有人レジの店舗を含め、直営店では2019年10月1日のPayPayを皮切りに、各種QR・バーコード決済が順次導入された。
有人レジのみの店舗では、店舗ごとに対応する支払い方法が異なるため、公式ウェブサイトや店頭で確認すること。

### ポイントサービス
全店舗共通のポイントサービスはないが、一部店舗では購入額に応じて付与されるシールを集める形式のキャンペーンを随時開催している。1回の会計で税込300円ごとに1枚シールが配布され、一定枚数貯めると期間内に販売される限定商品を割引価格で購入できる。
一部店舗では入居する商業施設で導入しているポイントプログラムに対応している場合があり、ポイントの付与や利用が可能である。主な例ではイオングループの商業施設内の店舗でWAON POINTカード、コーナン内の店舗で楽天ポイントに対応している。ダイソーの商品を取り扱うローソンストア100ではPontaやdポイントに対応している。

## ダイソー&アオヤマ

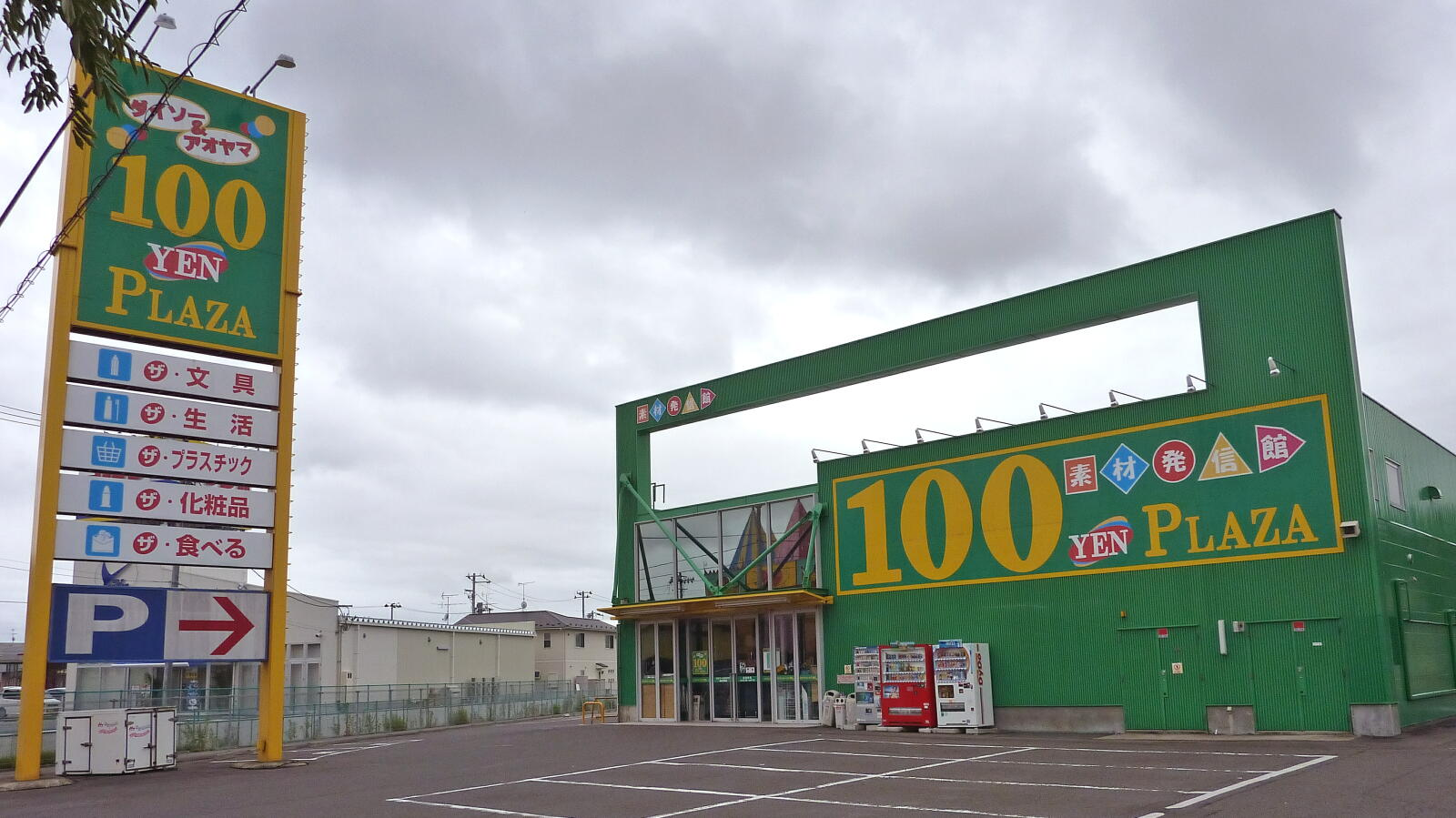
ダイソー&アオヤマ仙台中田店（宮城県仙台市太白区）

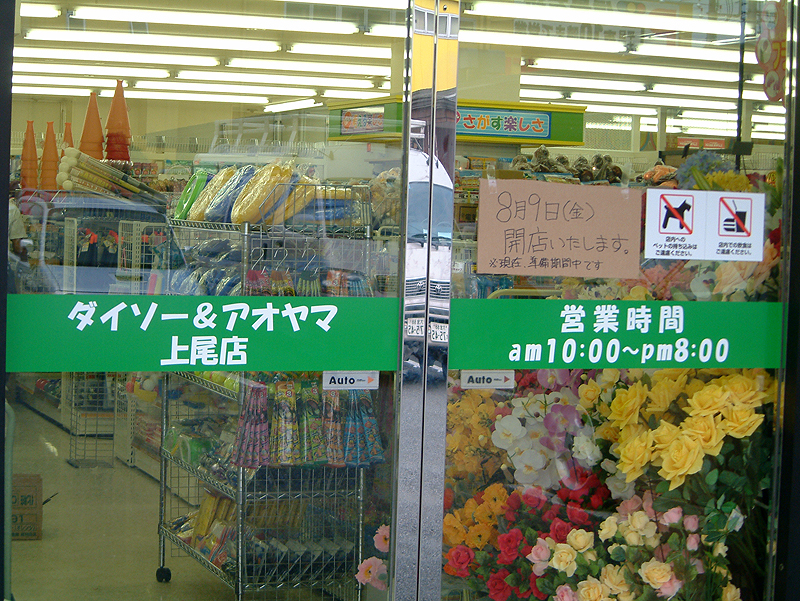
ダイソー&アオヤマ上尾店（埼玉県上尾市）

「ダイソー&アオヤマ 100YEN PLAZA」は、紳士服専門店の「洋服の青山」を運営する青山商事と大創産業が合弁で設立した株式会社青五（せいご）が運営する100円ショップである。
運営会社の青五の社名は、青山商事創業者の青山五郎に由来している。
北海道から沖縄県までの日本各地で、洋服の青山との複合店舗や、洋服の青山の不採算店舗を刷新した単独店舗など、141店舗を展開している。
取り扱う商品は直営のダイソーとおおむね同一だが、100円超の高額商品は原則として取り扱っておらず、生活消耗品などの日用雑貨や食器などが比較的多い。
- 北海道 - 14店
- 東北地方 - 14店
- 関東地方 - 18店
- 北陸地方 - 7店
- 中部地方 - 17店
- 近畿地方 - 9店
- 中国地方 - 18店
- 四国地方 - 8店
- 九州地方 - 24店
- 沖縄県 - 7店

## 社会貢献活動
子会社の公益財団法人DAISO財団を通じて、経済的に困窮する大学進学を望む学生向けに、返済不要の給付型奨学金「DAISO財団奨学金」を展開している。
2019年にダイソー女子駅伝部を創設した。監督には世羅高校元監督の岩本真弥を招聘。2021年10月、初出場したプリンセス駅伝で15位となり11月のクイーンズ駅伝出場権を獲得、創部3年目にして4区区間賞を獲得したほか総合21位(2時間20分34秒)の結果を残した。

## 裁判

### 商標権侵害裁判
2012年に韓国でダイソー（다이소）を運営する大創アソン産業（日本の大創産業と韓国のアソン産業の合弁会社）が、ダイソーと同様に生活用品や雑貨を販売している「ダサソー」（다사소、韓国語の方言で「全部買ってください」の意味。仮処分申請を受けて「ダサヨー」（다사요）に改名）を相手に、商標使用禁止などを求める裁判を起こした。一審はダイソー側の敗訴となったが、二審では逆転勝訴。高裁判決では、「ダサソーの標章は外見や呼称、観念などを総合的に観察すると、取引上、一般消費者や取引業者がダイソーと誤認、混同する恐れがある」とし、「ダサソーがダイソーの周到性に便乗しようとする意図が推断できる」とも指摘した。2015年、韓国の最高裁判所である大法院によってダイソー側の勝訴が確定した。2017年、水原地方裁判所はダサソー側の敗訴確定後もダサソー名で営業を続けたとして、経営者に500万ウォンの罰金刑を言い渡したと公表した。

## 不祥事

### 下請法違反
下請会社に支払う代金を不当に減額したとして、公正取引委員会から下請法違反で、2012年3月27日に勧告を受ける。
2014年に2回目の勧告を受ける。公正取引委員会は大創産業を調査し、下請代金支払遅延等防止法（下請法）第4条第1項第4号（返品の禁止）及び同項第5号（買いたたきの禁止）の規定により勧告した。

### 発癌性物質
2015年8月に発売したマニキュアの新製品で、全148商品のうち26商品から発癌性物質の一つであるホルムアルデヒドが検出され、発売を中止して自主回収した。
10月22日に全商品の検査の終了を受け、ホルムアルデヒドが検出された製品が当初の26商品から76商品に拡大したことを発表し、発売中止と自主回収の対象品をホルムアルデヒドが検出されなかった製品を含む全種類に拡大した。併せて、問い合わせの電話が繋がらない、質問内容に対する回答が曖昧、店頭での不遜な対応に客から叱りを受けるなど、返金の際に不適切な対応があったとして謝罪している。

### 著作権侵害
子会社の大創出版が2017年12月に刊行し、ダイソーの店舗で発売した「トリックアートギャラリー」・「トリックアートミュージアム」の2冊について、立命館大学教授の北岡明佳が考案した作品5点を無断転載していたことが2018年3月16日に明らかになった。北岡は同年2月下旬に「著作権侵害に該当する」として大創出版に警告書を送付した。大創出版は北岡に著作権侵害を認めて謝罪し、発売の中止と店舗から回収を発表した。大創出版は「錯視自体には著作権がないと考え、錯視を利用した作品も同様だと考えていた」と釈明している。

### 白髪染めから有害物質検出など
台湾で製造され、京都市の化粧品メーカー・サンパルコが輸入し、ダイソーの店舗で販売していた白髪染め3製品から、日本の基準で配合が認められていない有害物質のホルムアルデヒドが検出されたことが2018年4月13日に判明し、サンパルコが自主回収することを発表した。回収は200万個。。サンパルコはダイソー向けに発売していたファンデーションなど75品目についても必要な成分を表示していなかったとして自主回収することも合わせて発表した。

### 輸入書類改ざん
台湾でダイソーを展開する台湾大創百貨が、輸入を禁止されている福島県など5県産食品を、他県産と偽って輸入を申請し、経済部から半年間の輸入停止処分が下された後も、輸入書類を改ざんするなどして輸入を続けていたとして、台湾台北地方法院（地裁）は2020年２月17日、同社の元課長に対して猶予付きの有罪判決を言い渡した。

### 商標法違反
2023年3月3日、高級ブランド「フェンディ」のロゴ入りの布を東京都と神奈川県内の店舗で不正に販売していたとして、同社と仕入れ担当の20代女性社員が商標法違反の疑いで神奈川県警察に書類送検された。布は90センチ四方のはぎれとして販売され、「FENDI」のロゴが入っていた。この布は元々フェンディの正規ライセンスを保有していた業者が傘製造用として生産した物であったが、検品で不合格となり、業者によって保管していたものの、業者が倒産したため、外部に流出した可能性があるといい、下請けから大量に仕入れた布に含まれていた。女性社員は同県警の調べに対し「仕入れ先から大丈夫と言われ、それ以上確認しなかった」と供述している。3月28日、横浜地方検察庁は同社と同社社員について不起訴処分とした。

## 関連書籍
- 「社長の哲学」（共著者:青木定雄 鍵山秀三郎 鳥羽博道 矢野博丈）（2005年5月2日、致知出版社）ISBN 9784884747121
- 「百円の男 ダイソー矢野博丈」（著者:大下英治）（2017年10月6日、さくら舎）ISBN 9784865811223
  - 「百円の男 ダイソー矢野博丈」（著者:大下英治）（2020年2月14日、祥伝社 祥伝社文庫）ISBN 9784396346027

## 関連テレビ番組
- 日経スペシャル カンブリア宮殿 安くても高品質！100均の王者が登場 唯一無二の薄利多売ビジネス（2018年1月18日、テレビ東京）[53]

## 関連会社
- 株式会社大創出版（東京都豊島区）
- 創美出版株式会社（東京都豊島区）
- 株式会社青五（広島県福山市） - 青山商事との合弁。
- 株式会社中部商会（静岡県静岡市） - 100円ショップ「オレンジ」を運営。2015年10月27日、完全子会社化。2019年9月、解散。